# Harri Kirvesniemi
Harri Kirvesniemi (n. 10 mai 1958, Mikkelin maalaiskunta⁠(d), Mikkeli Province⁠(d), Finlanda) este un schior de fond ce a reprezentat Finlanda, medaliat olimpic. A participat la 6 ediții ale Jocurilor Olimpice (1980, 1984, 1988, 1992, 1994, 1998) în care a câștigat două medalii de bronz.